# Mononykus
Mononykus là một chi khủng long, được Perle Norell Chiappe & J. Clark mô tả khoa học năm 1993.